# Marast
Marast é uma comuna francesa na região administrativa de Borgonha-Franco-Condado, no departamento de Alto Sona. Estende-se por uma área de 3,06 km². Em 2010 a comuna tinha 56 habitantes (densidade: 18,3 hab./km²).